# John F. Burns
John F. Burns (* 4. Oktober 1944 in Nottingham, England) ist ein US-amerikanischer Journalist, der zwei Mal den Pulitzer-Preis erhielt. Er berichtet über internationale Themen für The New York Times und ist regelmäßig in Sendungen des Public Broadcasting Service zu sehen.
Er wurde in Nottingham geboren und seine Familie wanderte bald nach Kanada aus, wo er dann an der McGill University studierte. Während der frühen 1970er Jahre schrieb Burns für die kanadische in Toronto erscheinende Zeitung Globe and Mail, wo er zunächst über lokale Themen berichtete und später als Korrespondent nach China ging. Burns ging 1975 zur The New York Times, für die er seitdem schreibt. Er wurde in mehrere Auslandsbüros der Times entsandt, denen er auch vorstand. Mit seinen Times-Kollegen John Darnton und Michael T. Kaufman erhielt er 1978 für ihre Berichte aus Afrika den George Polk Award für Auslandsberichterstattung. Von 1981 bis 1984 war Burns Büroleiter der Times in Moskau.
Im Jahre 1986, als er Chef des Times-Büros in Peking (Beijing) war, wurde Burns durch die chinesische Regierung wegen des Verdachtes der Spionage inhaftiert. Die Anklage wurde nach der Untersuchung fallengelassen, Burns jedoch anschließend des Landes verwiesen. Burns erhielt 1993 den Pulitzer-Preis für Auslandsberichterstattung für „seine couragierte und umfassende Berichterstattung über die Zerstörung von Sarajewo und die barbarischen Tötungen während des Krieges in Bosnien und Herzegowina“. Burns’ Berichte aus diesem Krieg wurden im Jahre 2007 kritisiert, weil er Quellen verwendete, die später ihre Angaben zurückzogen.
Burns erhielt seinen zweiten Pulitzer-Preis 1997, dieses Mal „für seine couragierte und aufschlussreiche Berichterstattung über das grauenhafte Regime, das durch die Taliban über Afghanistan verhängt wurde.“ Burns war in Bagdad während der Phase, die 2003 zum Irakkrieg führte und hat ausgiebig über den Krieg und die nachfolgende Besetzung des Irak 2003–2011 berichtet. Im Juli 2007 folgte Burns Alan Cowell als Büroleiter der Times in London.